# Zdeněk Škromach
Zdeněk Škromach (* 31. prosince 1956 Hodonín) je český politik SOCDEM. V minulosti zastával posty 1. místopředsedy vlády, ministra zdravotnictví, ministra práce a sociálních věcí, v letech 1996–2010 poslance Poslanecké sněmovny a od roku 2010 do října 2016 senátora a místopředsedy Senátu Parlamentu ČR.

## Vzdělání a praxe
Je vyučen v oboru elektromontér, maturoval na Střední průmyslové škole elektrotechnické v Brně. Vystudoval Vysoké učení technické v Brně na fakultě elektrotechnické. Po studiu pracoval v různých dělnických profesích. V letech 1986 až 1989 jako mistr údržby a energetik v Sigmě Hodonín. V roce 1989 byl zvolen předsedou odborové organizace OS KOVO v Sigmě Hodonín, tuto funkci vykonával do roku 1996.

## Politická činnost
V letech 1982 až 1989 byl členem KSČ, v roce 1995 se stal členem České strany sociálně demokratické. Od června 1996 do října 2010 byl nepřetržitě členem Poslanecké sněmovny Parlamentu ČR. V roce 1997 se stal místopředsedou ČSSD. V letech 2002 až 2006 byl postupně ve třech vládách koalice ČSSD, KDU-ČSL a US-DEU ministrem práce a sociálních věcí, ve vládě Jiřího Paroubka (25. dubna 2005 – 4. září 2006) byl zároveň dočasně pověřen řízením Ministerstva zdravotnictví (12. října 2005 – 4. listopadu 2005). Na XXXII. sjezdu ČSSD 26. března 2005 neúspěšně kandidoval na předsedu ČSSD proti Stanislavu Grossovi. Získal 203 hlasů proti 291 hlasům pro Stanislava Grosse.
Ve volbách do Senátu ČR v roce 2010 zvítězil jako kandidát ČSSD v senátním obvodu č. 79 – Hodonín a stal se i místopředsedou Senátu Parlamentu ČR.
Krátce po sečtení výsledků voleb do Poslanecké sněmovny v roce 2013 se 26. října 2013 zúčastnil utajované schůzky prezidenta Miloše Zemana s částí vedení ČSSD, po které on a další členové předsednictva ČSSD vyzvali k odstoupení předsedu strany Bohuslava Sobotku. V následných dnech vyšlo najevo, že tvrzení účastníků schůzky (Škromacha, Michala Haška, Jeronýma Tejce a Milana Chovance) o tom, že se žádná nekonala, nebylo pravdivé. Sobotka postupně získal podporu krajských organizací ČSSD, z nichž řada vyzvala účastníky schůzky k vyvození odpovědnosti. Škromach pak 7. listopadu rezignoval v přímém přenosu v pořadu České televize Hyde Park Civilizace na místopředsednickou funkci.
Ve své straně je považován za zastánce konzervativního křídla bližšího Miloši Zemanovi.
Dne 25. října 2014 se stal pověřeným předsedou Senátu Parlamentu České republiky. Dosavadnímu předsedovi Milanu Štěchovi totiž doběhl mandát pro volební období 2008 až 2014 a opět byl zvolen předsedou až na ustavující schůzi nového Senátu dne 19. listopadu 2014. Samotný Škromach byl opět zvolen místopředsedou, když získal 66 hlasů ze 79 možných. Ve volbách do Senátu PČR v roce 2016 se ziskem 24,26 % hlasů postoupil z druhého místa do druhého kola. V něm prohrál poměrem hlasů 32,21 % : 67,78 % s kandidátkou KDU-ČSL Annou Hubáčkovou a mandát senátora tak neobhájil.
V komunálních volbách v roce 2014 byl zvolen zastupitelem obce Rohatec, když vedl tamní kandidátku ČSSD. Následně se stal i radním obce.
Zdeněk Škromach je aktivní na sociálních sítích, především na svém účtu na Facebooku. Voliče zde oslovoval například videoklipy natáčenými u svého zahradního bazénku, tzv. Hovory od bazénku. V květnu 2015 vyvolaly kritiku jeho komentáře k omluvné deklaraci brněnských zastupitelů, kteří vyjádřili lítost nad takzvaným brněnským pochodem smrti. Škromach pak zastupitele na facebooku komentoval slovy „vypráskat tyto kolaboranty“. Po dotazech novinářů nejdříve svůj komentář popřel a posléze ho vymazal. O den později potom kliknutím na tlačítko „To se mi líbí“ označil na svém facebookovém účtu výrok „Němčouři se neměli odsouvat, ale postřílet“.
Po konci senátorské dráhy začal od března 2017 pracovat na půl úvazku pro Úřad práce. Od srpna 2018 pracoval jako poradce a konzultant ministryně práce a sociálních věcí ČR. Ve volbách do Senátu PČR v roce 2022 zvažoval kandidaturu za ČSSD v obvodu č. 79 – Hodonín. Nakonec se rozhodl voleb neúčastnit.

## Soukromý život
Zdeněk Škromach je ženatý. S manželkou Miroslavou, která pracuje jako personalistka, má dceru Sandru (* 1982) a syna Zdeňka (* 1984). Rodina bydlí v Rohatci, sám Škromach se podle svých slov cítí být Moravanem.